# 粟生津村
粟生津村（あおうづむら）は、かつて新潟県西蒲原郡にあった村。

## 沿革
- 1889年（明治22年）4月1日 - 町村制施行に伴い西蒲原郡粟生津村、上河原村、高木村古新田、下粟生津村、野本新田村、平井新田村、田中新村が合併し、粟生津村が発足。
- 1954年（昭和29年）11月3日 - 西蒲原郡吉田町、米納津村と合併し、吉田町を新設して消滅。